# 289. pr. Kr.
◄ | 4. stoljeće pr. Kr. | 3. stoljeće pr. Kr. | 2. stoljeće pr. Kr. | ►
◄ | 310-ih pr. Kr. | 300-ih pr. Kr. | 290-ih pr. Kr. | 280-ih pr. Kr. | 270-ih pr. Kr. | 260-ih pr. Kr. | 250-ih pr. Kr. | ►
◄◄ | ◄ | 292. pr. Kr. | 291. pr. Kr. | 290. pr. Kr. | 289 pr. Kr. | 288. pr. Kr. | 287. pr. Kr. | 286. pr. Kr. | ► | ►►
Astronomija

## Događaji
- Nakon Agatoklove smrti, vladavinu nad Sirakuzom preuzima Iket. Nekolicina Mamertinjana, Agatoklovi plaćenici, odlaze nakon njegove smrti u Mesinu gdje ubrzo postaju utjecajni.
- Pir iz Epira pobjeđuje Pantauha, vojskovođu makedonskog kralja Demetrija i pri tome zarobljava oko 5.000 protivničkih vojnika. Nakon toga prodire u Makedoniju do Edese, no biva izbačen iz Makedonije.

## Smrti
- Agatoklo, tiranin iz Sirakuze (* 361. pr. Kr.)